# Избирательность (селективность)
Избирательность (селективность) — способность технического средства (например, компьютера) или системы выделять из множества сообщений только содержащие необходимую информацию. В случае электрических цепей: избирательность (селективность) —  способность выделять только возмущения определенного вида из поступающих на вход. Высокая степень селективности необходима для: релейной защиты; телеуправления несколькими объектами; запоминающих устройств компьютеров; радиоприемных устройств; многоканальных линий связи.

## Химические датчики

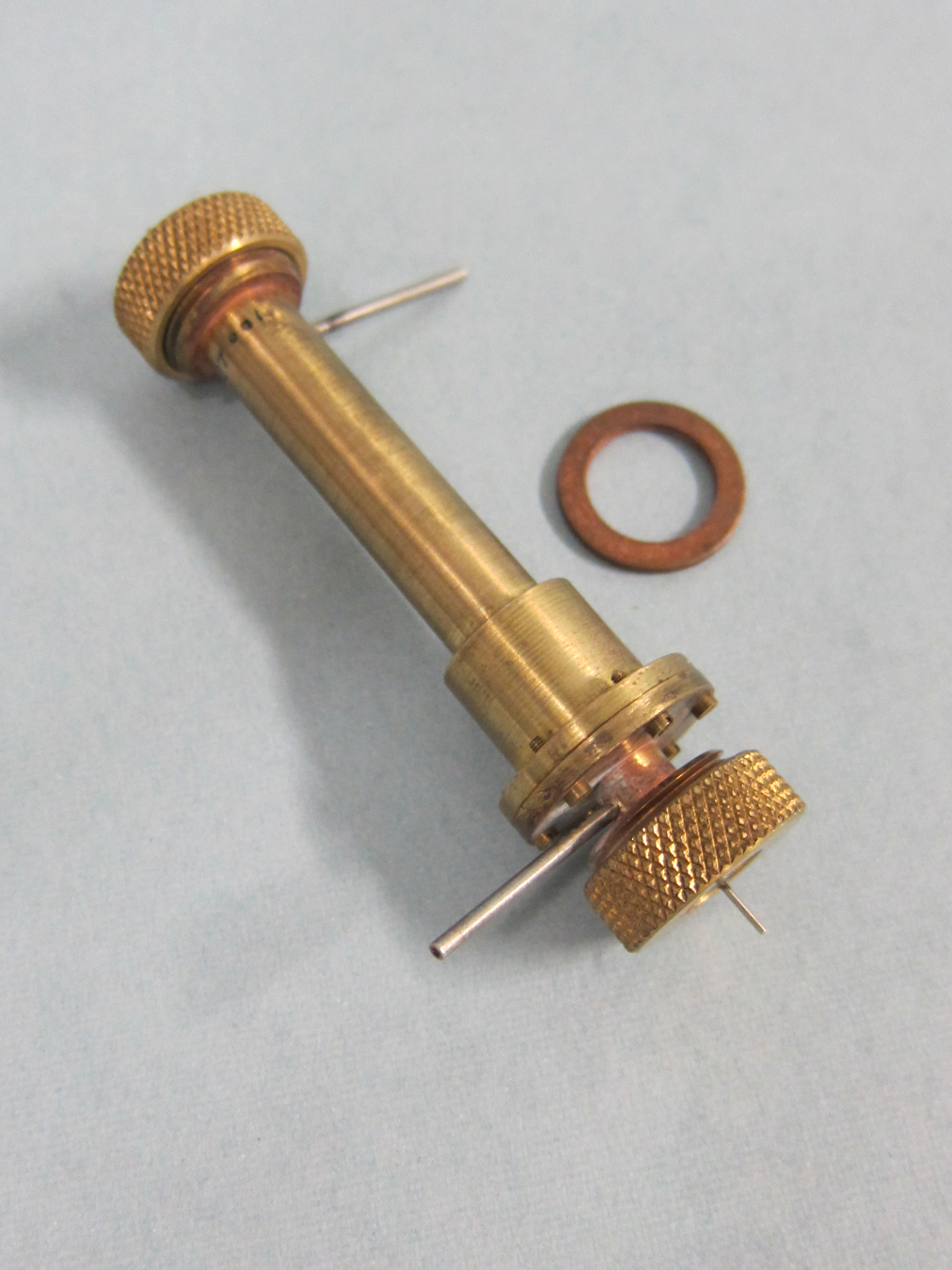
Детектор электронного захвата — селективный детектор, используемый в газовой хроматографии

Избирательностью для химических датчиков является способность детектора реагировать только на определенное химическое вещество и не реагировать на все остальные. Избирательность к химическим веществам характерна только для данной группы датчиков. Избирательность является самой важной характеристикой химических датчиков.:512

## Радиоприемники
Избирательность — одна из важнейших характеристик радиоприёмника, определяет его способность ослаблять сигналы и помехи, действующие за пределами полосы пропускания приёмника. От избирательности зависит, насколько приёмник позволяет выделить желательный сигнал на фоне всех прочих.
Избирательность определяется, как степень ослабления радиосигнала, отстоящего по частоте на определённую величину от частоты настройки приёмника, по сравнению с таким же сигналом на частоте настройки. Измеряется обычно в децибелах.